# Jeff Arch
Jeffrey „Jeff“ Arch (* Dezember 1954 in Harrisburg, Pennsylvania als Jeffrey Gurkoff) ist ein US-amerikanischer Drehbuchautor und Filmproduzent.

## Leben
Jeffrey Gurkoff wurde als jüngster Sohn von Eugene Gurkoff und Louise Grass in Harrisburg, Pennsylvania geboren. Mit seinen beiden älteren Brüdern Joseph und Jon wuchs er in der jüdischen Gemeinde Harrisburgs auf. Nachdem er 1972 an der Harrisburg Academy graduierte, studierte er von 1972 bis 1976 am Emerson College Film und Theaterproduktion Anschließend begann er als Kameraassistent von Conrad L. Hall seine Filmkarriere. Doch er zeigte wenig Interesse am Kamerawesen und vielmehr am Schreiben, weswegen er sich dahin orientierte. Bis zu seinem dreißigsten Lebensjahr schrieb er. Als Jeffrey Gurkoff alias Jeffrey „Jeff“ Arch allerdings nach der Aufführung des von ihm geschriebenen Off-Broadway-Stücks For Sale vernichtende Kritiken erhielt und schnell wieder abgesetzt wurde, war er so niedergeschlagen, dass er für drei Jahre beschloss, nicht mehr weiter zu schreiben.
Allerdings schrieb er weiter und konnte mit seinem ersten produzierten Drehbuch Schlaflos in Seattle, einer Liebeskomödie mit Tom Hanks und Meg Ryan in den Hauptrollen, gleich seinen bisher größten Erfolg feiern. So erhielt er 1994 nicht nur eine Oscarnominierung für das Beste Originaldrehbuch, sondern auch eine Nominierung für den British Academy Film Award in der Kategorie Bestes Originaldrehbuch.
Jeffrey Arch ist mit Debra Magin, mit der er zwei gemeinsame Kinder hat, verheiratet.

## Theaterstücke
- 1984: For Sale[9]

## Filmografie (Auswahl)
- 1993: Schlaflos in Seattle (Sleepless in Seattle)
- 1994: Iron Will – Der Wille zum Sieg (Iron Will)
- 1999: Versiegelt mit einem Kuss (Sealed With a Kiss)
- 2005: Saving Milly
- 2005: Complete Guide to Guys

## Auszeichnungen
Oscar
- 1994: Nominierung für das Beste Originaldrehbuch mit Schlaflos in Seattle

British Academy Film Award
- 1994: Nominierung für das Beste Originaldrehbuch mit Schlaflos in Seattle